# Tuyên cáo Việt Nam độc lập
Tuyên cáo Việt Nam độc lập là tên một tuyên bố do hoàng đế Bảo Đại ban hành ngày 11 tháng 3 năm 1945, khởi đầu chính thể Đế quốc Việt Nam. Theo đó, Đạo dụ này tuyên bố hủy bỏ mọi ràng buộc chính trị giữa Việt Nam và Đế quốc Thực dân Pháp, hủy bỏ Hòa ước Patenôtre năm 1884 cùng các hiệp ước nhận bảo hộ và từ bỏ chủ quyền khác đã ký với Pháp,  công nhận vai trò lãnh đạo vùng Đông Á cũng như quyền trưng dụng mọi tài sản tại Việt Nam của Đế quốc Nhật Bản. Nó đưa đến sự thành lập chính phủ Đế quốc Việt Nam vào ngày 17 tháng 4 năm 1945.
Đến khi Nhật đầu hàng phe Đồng minh, Thủ tướng Trần Trọng Kim vào ngày 16 tháng 8 năm 1945 khẳng định sẽ bảo vệ nội các Đế quốc Việt Nam. Ngày 18 tháng 8 cùng năm, vua Bảo Đại đã gửi thư cho cho các cường quốc Đồng Minh (Anh, Pháp, Mỹ và Trung Quốc) đề nghị công nhận Đế quốc Việt Nam là chính phủ đại diện của Việt Nam. Tuy nhiên tất cả các bức thư đều không được hồi âm, bởi các nước khối Đồng Minh sẽ không công nhận bất cứ chính phủ bù nhìn nào do Đế quốc Nhật Bản thành lập tại các lãnh thổ chiếm đóng. Đến 25 tháng 8 năm 1945, trong cao trào của Cách mạng tháng Tám, Bảo Đại đã quyết định thoái vị.

## Lịch sử

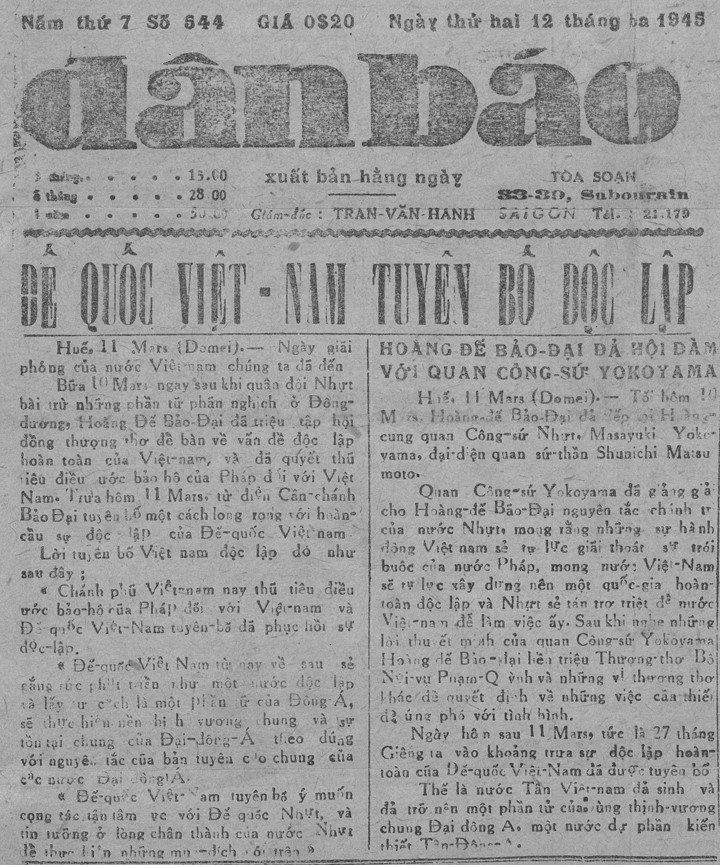
Tờ Dân Báo loan tin Đế quốc Việt Nam tuyên bố độc lập.

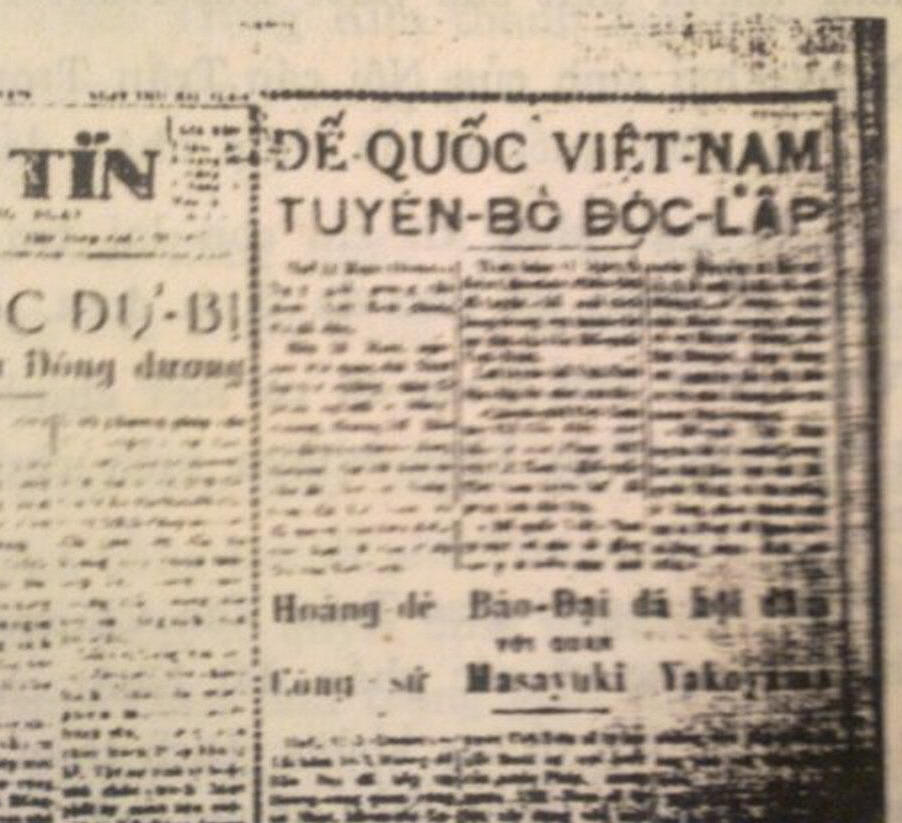
Nhật báo Điện tín tại Sài Gòn đăng tin.

Ngày 9 tháng 3 năm 1945, khi tình hình chiến tranh Thái Bình Dương biến đổi bất lợi, Pháp chuẩn bị đón quân Đồng Minh đổ bộ vào Đông Dương, Đế quốc Nhật Bản đảo chính Pháp, tống giam nhiều quan chức và tước khí giới của quân đội Pháp tại Đông Dương. Đại sứ Nhật tại Đông Dương là Matsumoto Shunichi giao cho đại diện Pháp là Toàn quyền Đông Dương Đô đốc Jean Decoux tối hậu thư đòi người Pháp phải chấp nhận vô điều kiện quyền chỉ huy của Nhật trên mọi phương diện. Tại Huế, Đại úy Kanebo Noburu thông báo cho hoàng đế Bảo Đại quyền lực của Pháp đã bị loại. Cùng chiều hướng đó Đế quốc Nhật Bản thỏa thuận trao trả độc lập cho Việt Nam trên danh nghĩa.
Sau cuộc tập kích bất ngờ vào quân Pháp đêm 9 tháng 3 năm 1945, vấn đề quan trọng nhất đối với quân Nhật là duy trì bằng được "trật tự và ổn định" nhằm tìm nguồn cung ứng vật chất tại chỗ cho gần 100.000 lính Nhật và để phòng thủ. Theo báo Nhân dân, đúng lúc đó, bộ máy hành chính thực dân mà Nhật kế thừa từ Pháp đã tan rã, vì thế việc lập một bộ máy cai trị bản xứ đặt ra như một đòi hỏi cấp bách và Đế quốc Việt Nam ra đời trong bối cảnh đó.
Sáng 10 tháng 3 năm 1945, trên đường đi săn, Bảo Đại bị một toán quân Nhật giữ lại và hôm sau đưa về kinh thành. Hôm sau, ngày 11 tháng 3 năm 1945, vua Bảo Đại gặp mặt cố vấn tối cao của Nhật là đại sứ Yokoyama Masayuki tại điện Kiến Trung để ký bản tuyên cáo Việt Nam độc lập. Cùng đi với Yokoyama là tổng lãnh sự Konagaya Akira và lãnh sự Watanabe Taizo. Bản tuyên cáo có chữ ký của sáu vị thượng thư trong Cơ mật Viện là Phạm Quỳnh, Hồ Đắc Khải, Nguyễn Phúc Ưng Úy, Bùi Bằng Đoàn, Trần Thanh Đạt, và Trương Như Đính. Theo nghiên cứu của Edward Tayloe Wise, bản tuyên cáo được chính Yokoyama Masayuki (Yokoyama Seiko) soạn thảo. Hồi ký của nhà báo Nam Đình cũng nhắc tới việc bản tuyên cáo do người Nhật soạn thảo.
Ngày 12 tháng 3 năm 1945, hoàng đế Bảo Đại lại gặp Đại sứ Yokoyama Masayuki và trao cho ông bản tuyên cáo. Kể từ ngày hôm sau - 13 tháng 3 năm 1945, báo giới khắp Bắc Kỳ, Trung Kỳ và Nam Kỳ đồng loạt loan tin Việt Nam độc lập. Với Dụ số 1 ra ngày 17 tháng 3, hoàng đế nêu khẩu hiệu "Dân vi quý" (Hán-Việt: 民爲貴; lấy dân làm quý) làm phương châm trị quốc. Ông giải tán nội các cũ, các Thượng thư đồng loạt từ chức. Nhà sử học Trần Trọng Kim được Nhật Bản đưa từ Singapore trở về Huế, được Bảo Đại trao nhiệm vụ thành lập nội các mới, trở thành Thủ tướng đầu tiên của Đế quốc Việt Nam.
Sau đó, vào ngày 18 tháng 8 năm 1945, hoàng đế Bảo Đại có gửi thư cho các cường quốc Đồng Minh (Anh, Pháp, Mỹ và Trung Quốc) đề nghị công nhận nền độc lập của Đế quốc Việt Nam. Tuy nhiên tất cả các bức thư đều bị từ chối trả lời, bởi các nước khối Đồng Minh sẽ không công nhận bất cứ chính phủ nào do Đế quốc Nhật Bản thành lập tại các lãnh thổ chiếm đóng.

## Sự khống chế của Nhật Bản
Tướng Nhật Tsuchihashi, nghĩ rằng chỉ cần Việt Nam độc lập danh nghĩa hơn là thực chất, và chính phủ mới của Việt Nam phải được Nhật kiểm soát chặt chẽ. Theo tác giả Daniel Grandcléme, thoạt đầu quan đại thần Phạm Quỳnh được chỉ định làm quyền Thủ tướng nhưng ông này quá thân Pháp, ngoài ra ông thấy ngay "nền độc lập" của Đế quốc Việt Nam có những giới hạn khắt khe giống như hồi còn chế độ bảo hộ Pháp: Không được tự chủ về ngoại giao, không có quân đội, không có độc lập tài chính... Do vậy, quân Nhật quyết định không bổ nhiệm Phạm Quỳnh và chọn một nhân vật ôn hoà hơn và gần gũi với Nhật Bản. Đó là nhà sử học Trần Trọng Kim, đang ở Singapore. Nhà vua Bảo Đại được cho là không có vai trò gì trong việc chỉ định này.
Mới trình diện chừng bốn tháng, ngày 5 tháng 8, đồng loạt các thành viên nội các Trần Trọng Kim xin giải nhiệm: 3 bộ trưởng từ chức, Bộ trưởng Vũ Ngọc Anh mất vì trúng bom của không quân Mỹ. Các bộ trưởng khác tuyên bố bất lực, bởi không thể làm được việc gì nếu không được cố vấn tối cao Nhật đồng ý. Ông Trần Trọng Kim đã cố gắng liên lạc với các nhân vật cấp tiến nhưng đều bị khước từ cộng tác, đến đầu tháng 8 thì Trần Trọng Kim cũng nản chí, nói mình bị "tăng huyết áp" và không ra khỏi nhà.
Ngày nay, đa số các tài liệu lịch sử đều coi Đế quốc Việt Nam như một chính quyền bù nhìn do Đế quốc Nhật Bản dựng nên và không có thực quyền. Nó được xếp chung với các chính phủ bù nhìn do Nhật thành lập tại các nước bị họ chiếm đóng trong thế chiến thứ 2 như Mãn Châu quốc, Chính phủ Uông Tinh Vệ, Mông Cương, Đệ nhị Cộng hòa Philipine... Các chính quyền này trên danh nghĩa được độc lập song thực tế không có nhiều quyền lực, hầu hết các chính sách quan trọng đều do lực lượng quân quản Nhật quyết định. Theo báo Nhân Dân, đạo dụ này ra đời do phát xít Nhật muốn thành lập một bộ máy cai trị bản xứ nhằm giúp Nhật khai thác tài nguyên, phục vụ cho nhu cầu chiến tranh của quân đội Nhật Bản.
Đương thời, các tờ báo tư nhân như Sài Gòn, Điện Tín, Dân Báo ở Sài Gòn, Tin Mới, Trung Bắc Chủ nhật, Nước Nam, Đông Phát ở Hà Nội, Ngày Mới ở Hải Phòng, Đoàn kết ở Vinh, Thanh niên ở Nam Định đều đăng bài tuyên bố nhiệt thành ủng hộ sự tuyên bố độc lập của Việt Nam. Tại Huế, chính phủ phát hành bán nguyệt san Việt Nam Đế quốc Công báo.
Khoảng 4 ngàn người ở Vinh ngày 14 tháng 3 và 15 ngàn người ở Hà Đông chiều 15 tháng 3 đã tham dự biểu tình mừng Việt Nam độc lập. Chủ nhật ngày 18 tháng 3, tại vườn Ông Thượng, Sài Gòn diễn ra cuộc biểu tình cả trăm ngàn người để ăn mừng sự độc lập của Việt Nam. Cũng trong ngày 18 tháng 3, một cuộc biểu tình chưa từng có ở Thái Bình diễn ra trong cảnh tưng bừng náo nhiệt.